# Come See About Me
Come See About Me is een hitsingle van zowel The Supremes als Jr. Walker & The All Stars. Het origineel is van de eerstgenoemde groep. Beiden maakten deel uit van de Motownfamilie. Er bestaan ook covers van Freda Payne, The Afghan Wigs en Choker Campbell's Big Band. Het nummer werd geschreven door HDH. Het nummer gaat erover dat de verteller haar geliefde terugwil.

## The Supremes
De versie van The Supremes was het meest succesvol. Het haalde, als derde single van de groep, de nummer 1-positie. Het nummer stond in de Verenigde Staten twee weken op die positie. De eerste keer vanaf 13 december tot en met 18 december 1964 en de tweede keer vanaf 10 januari tot en met 16 januari 1965. In het Verenigd Koninkrijk behaalde Come See About Me de 27e positie. Met dit nummer maakte The Supremes hun debuut bij The Ed Sullivan Show. Hierna zouden nog vele optredens bij de beroemde show volgen.

### Bezetting
- Lead: Diana Ross
- Achtergrondzangeressen: Mary Wilson en Florence Ballard
- Instrumentatie: The Funk Brothers
- Schrijvers: Holland-Dozier-Holland
- Productie: Brian Holland en Lamont Dozier
- Voetstappen: Mike Valvano

### Hitnotering
| Titel              | Titel                 | Titel    | Titel | Titel | Titel | Titel | Titel | Titel | Titel | Titel            |
| Hitlijst           | Datum van binnenkomst | Week:    | 1     | 2     | 3     | 4     | 5     | 6     | 7     | Laatste notering |
| ------------------ | --------------------- | -------- | ----- | ----- | ----- | ----- | ----- | ----- | ----- | ---------------- |
| Nederlandse Top 40 | 09-01-1965            | Positie: | 31    | 17    | 23    | 24    | 31    | 36    | 37    | 13-02-1965       |

## Jr. Walker & The All Stars
In 1967 brachten Jr. Walker & The All Stars hun versie van Come See About Me uit. Ondanks dat het minder succesvol was dan originele versie, behaalde het wel de top 25 in de VS en zelfs de top 10 op de R&B lijst in de Verenigde Staten. In deze versie van het nummer komen een aantal saxofoonsolo's voor die gespeeld worden door Jr. Walker. Ook wordt de originele regel "Come see about me" een aantal keer vervangen door "Come see about Jr.".

### Bezetting
- Zang: Jr. Walker
- Instrumentatie: Jr. Walker & The All Stars en The Funk Brothers
- Productie: Johnny Bristol

## Shakin' Stevens
In 1987 bracht de Welshe zanger Shakin' Stevens ook een cover van het nummer uit, als derde single van zijn zestiende studioalbum Let's Boogie.
Deze versie werd een hit op de Britse eilanden. Het bereikte een bescheiden 24e positie in het Verenigd Koninkrijk. In het Nederlandse taalgebied bereikte de cover de hitlijsten niet.